# Margo Groenewoud
Margo Groenewoud (Culemborg, 1968) is een Nederlands-Curaçaos historicus gespecialiseerd in de Caribische sociale geschiedenis van de twintigste eeuw. Haar interessegebieden zijn postkolonialisme, sociale rechtvaardigheid, culturele geschiedenis en digitale geesteswetenschappen.
Groenewoud haalde in 1994 een master aan de Universiteit Leiden met een onderzoek naar de afschaffing van contractarbeid in de Britse en Nederlandse koloniën. Na een loopbaan in de particuliere sector ging ze in 2005 werken voor het Nicis Institute (nu Platform31). Sinds 2008 woont zij in Curaçao. In 2017 promoveerde ze aan zowel de Universiteit Leiden als aan de Universiteit van Curaçao op het proefschrift Nou koest, nou kalm. De ontwikkeling van de Curaçaose samenleving, 1915-1973. Van koloniaal en kerkelijk gezag naar zelfbestuur en burgerschap. Het proefschrift geeft inzicht in de ontwikkeling van de Curaçaose maatschappij, gebaseerd op een analyse van machtsstructuren, sociale orde en sociale mobiliteit.
Van 2008 tot 2023 werkte Groenewoud aan de Universiteit van Curaçao. Ten behoeve van haar onderzoek naar de geschiedenis van transnationale Caribische mobiliteit en migratie verwierf ze in 2022 een Fulbright beurs en een CUNY DSI Research Fellowship. In 2022-2023 was zij Fulbright scholar-in-residence aan het City College of New York.
Sinds september 2023 is zij werkzaam als onafhankelijk historisch onderzoeker in projecten in het Caribisch gebied, de Verenigde Staten en Nederland. Als geaffilieerd onderzoeker aan de Radboud Universiteit werkt zij voor de Historische Database van Suriname en de Cariben. Ook is zij consultant voor de Digital Library of the Caribbean (dLOC) en als onderzoeker betrokken bij het programma Popular representations of diversity and belonging in the Netherlands. Zij publiceerde artikelen in onder andere het Small Axe Journal, het Journal of Caribbean History en diverse bundels, en is gastredacteur voor het Archipelagos Journal.
Op 17 augustus 2024, de Dag van de Vrijheidsstrijd, pleitte Groenewoud in de Tulalezing voor de rehabilitatie van Medardo de Marchena. De lezing was georganiseerd door het Nationaal instituut Nederlands slavernijverleden en erfenis, de Stichting Gedeeld Verleden Gezamenlijke Toekomst (GVGT) en het Stadsarchief Rotterdam. In oktober 2024 verscheen het Overzicht bronnen slavernijverleden Nederlands-Caribische eilanden van de hand van Margo Groenewoud, Coen van Galen en Thunnis van Oort.